# Кариба (брана)
Кариба је брана на реци Замбези. Користи се за производњу електричне енергије. Користе је Замбија и Зимбабве. Вештачко језеро Кариба је створено иза бране. При изградњи бране је створен град Кариба.